# Kalabagh
|  | Per a altres significats, vegeu «Muntanyes Kalabagh». |

Kalabagh fou un estat tributari protegit al Panjab (Pakistan) al districte de Mianwali, del tipus zamindari, amb una superfície de 277 km². El governant portava el títol d'Awam Malik. Vers el 1600 la nissaga dels awans maliks es va establir a Dhankot, fortalesa natural no lluny de Kalabagh i van forçar als Bhangi Khel Khattaks de les muntanyes del nord a pagar tribut, i al final del segle XVIII foren reconeguts com a senyors de Kalabagh per Timur Shah Durrani de l'Afganistan. L'estat fou ocupat pels sikhs de Lahore el 1822, però Malik Allah Yar Khan va conservar el domini com a feudatari i pagant tribut. Va ajudar al tinent Herbert Edawardes (després Sir) a construir el fort de Dalipnagar a Bannu, i el seu fill Muzaffar Khan fou fet presoner en aquest lloc pels sikhs en la segona Guerra Sikh. Durant el motí de 1857 va reclutar cent homes i va defensar una de les portes de Peshawar i en recompensa va rebre el títol de Khan Bahadur. Malik Yar Muhammad Khan va pujar al tron el 1885.
La capital era Kalabagh (urdú: کالا باغ) avui una ciutat i "union council" al districte de Mianwali 32° 58′ N, 71° 33′ E / 32.967°N,71.550°E famosa per la seva sal. La ciutat està construïda en un turó de roca de sal sòlida, posada en capes una sobre l'altra formant terrasses la part superiors de les quals formen el carrer que passa per davant de les cases de la graderia immediata superior; ja abans de l'annexió de Panjab pels britànics, la ciutat era famosa per la sal, i ja els viatgers parlen de les seves meravelles en una data tan matinera com 1808, i encara es poden veure cases excavades en sal sòlida que sembla alabastre i les immenses capes de sal. La municipalitat es va crear el 1875.

## Llista dels darrers awans maliks
- Malik Allah Yar Khan, vers 1822
- Malik Muzaffar Khan vers 1857
- Malik Khan ???
- Malik Yar Muhammad Khan 1885-?
- Nawab Malik Ameer Muhammad Khan ?-1953, governador de la província de Pakistan Occidental 1960-1966 (+ 26 novembre 1967)